# Manuel Marín Casaus
Manuel Marín Casaus (Saragossa, 22 de desembre de 1857 - Sabadell, 1910) fou un pastor protestant i missioner de la Unió Baptista Missionera Americana.

## Biografia
Manuel Marín Casaus va néixer a Saragossa el dia 22 de desembre de 1857. De família molt humil, de ben petit va haver-se d'espavilar per guanyar-se la vida. El 1870 es trobava a Madrid venent capses de mistos pel carrer quan el primer missioner baptista que va arribar a Espanya, William Ireland Knapp, el va acollir i el va posar sota la seva protecció. El 1873 va entrar a la Universitat de Newton, als Estats Units on després de tretze anys d'estudis va aconseguir el títol de doctor en teologia.
L'any 1886 va tornar dels Estats Units com a agent de la Unió Baptista Missionera Americana i es va posar sota la direcció del missioner suec Erik Lund per tal d'ajudar-lo en la seva tasca a Catalunya i per donar suport als nous locals de culte que s'havien establert a l'Empordà, però sobretot a Barcelona Va tornar als Estats Units en alguna ocasió per tractar la malaltia de la seva esposa, on ella finalment va morir el 1902.
El 1905 va ser designat responsable de les esglésies baptistes de Catalunya, que en aquell moment travessaven una forta crisi, i entre elles la comunitat baptista de Sabadell que pràcticament havia desaparegut. Marín va aconseguir revifar la congregació i donar-li un nou impuls. Des de Sabadell dirigia la revista baptista "El Eco de la Verdad", iniciada el 1893, i tenia residència al carrer de Barcelona, 123 (avui Avinguda de Barberà)

El lloc de reunions d'aquell moment no es coneix amb seguretat però de ben cert no reunia les condicions necessàries. El 1907 la congregació de Sabadell va llogar un local de culte al carrer de Turull, 119, davant de la plaça i mercat de Sant Joan i fou en aquest lloc on va experimentar un fort creixement a partir de 1912, ja traspassat Marín. El propi Marín ens explica l'enorme satisfacció que produïa a la petita comunitat el nou temple:
"Per fi, i gràcies a la misericòrdia de Déu vam poder celebrar la festa de Nadal en un local on no va haver-hi la necessitat de negar l'entrada a ningú. L'amo de la casa no s'ha oposat a que féssim reformes, i tirant a terra dos envans ha quedat una bonica sala per predicar l'evangeli"
Manuel Marín va fomentar la participació dels nens a través d'obra social, amb repartiment d'aliments i fent-los gaudir de festes i entreteniments, on hi participava sovint Antoni Morral, conegut per "Tonet el cec" portant la música. També va ser el propulsor de la llanterna màgica enginy inventat al segle xvii però poc conegut, semblant a un projector de diapositives on els nens aprenien històries de la Bíblia.
Marín va morir sent pastor de l'església de Sabadell el 1910. Fou una persona extremadament culta i intel·ligent. Dominava diversos idiomes i tenia una important biblioteca, que s'ha perdut en gran part. A la biblioteca de la primera església baptista de Sabadell es conserven encara diversos llibres que foren de la seva propietat en anglès i llatí, essent el més antic un manual del 1791.